# Bakovićka Citonja
Bakovićka Citonja es un pueblo perteneciente al municipio de Fojnica, en el cantón de Bosnia Central, Bosnia y Herzegovina.

## Superficie
Cuenta con una superficie de 5,67 kilómetros cuadrados.

## Demografía
Hasta 2013 la población era de 38 habitantes, con una densidad de población de 6,7 habitantes por kilómetro cuadrado.
| Gráfica de evolución demográfica de Bakovićka Citonja entre 1961 y 2013 |
|                                                                         |
| Datos según Population statistics of Eastern Europe & former USSR.      |